# Hällvattnet
Hällvattnet är en sjö i Örnsköldsviks kommun i Ångermanland och ingår i Moälvens huvudavrinningsområde. Sjön är 47 meter djup, har en yta på 6,57 kvadratkilometer och är belägen 216 meter över havet. Vid provfiske har bland annat abborre, gers, gädda och lake fångats i sjön.

## Delavrinningsområde
Hällvattnet ingår i det delavrinningsområde (704830-159143) som SMHI kallar för Utloppet av Hällvattnet. Medelhöjden är 273 meter över havet och ytan är 43,48 kvadratkilometer. Räknas de 3 avrinningsområdena uppströms in blir den ackumulerade arean 108,62 kvadratkilometer. Hällån som avvattnar avrinningsområdet har biflödesordning 3, vilket innebär att vattnet flödar genom totalt 3 vattendrag innan det når havet efter 83 kilometer. Avrinningsområdet består mestadels av skog (71 procent). Avrinningsområdet har 7,03 kvadratkilometer vattenytor vilket ger det en sjöprocent på 16,1 procent.

## Fisk
Vid provfiske har följande fisk fångats i sjön:
- Abborre
- Gärs
- Gädda
- Lake
- Löja
- Mört
- Nors